# Bataille de Tlemcen (1700)
Pour les articles homonymes, voir Bataille de Tlemcen.
Batailles
La bataille de Tlemcen de 1700 oppose les forces armées alaouites du sultan Ismaïl ben Chérif et les forces armées de la régence d'Alger commandées par Hadj Moustapha.
En 1699, Ismail ben Chérif, commanda une armée de 60 000 soldats et marchant vers la ville de Tlemcen sur le territoire de la Régence d'Alger. Il se trouve face à une armée algérienne de 12 000 hommes,. La bataille a eu lieu en début de l'année 1700. Les forces alaouites ont été vaincues et ont subi de très lourdes pertes.